# Colonie de Malte et dépendances
 (juillet 2020).
Si vous disposez d'ouvrages ou d'articles de référence ou si vous connaissez des sites web de qualité traitant du thème abordé ici, merci de compléter l'article en donnant les références utiles à sa vérifiabilité et en les liant à la section « Notes et références ».
1813–1964
Entités précédentes :
- Protectorat de Malte

Entités suivantes :
- État de Malte

La colonie de Malte et dépendances désigne une colonie ayant existé de 1813 à 1964. Prise à l'Ordre de Saint-Jean de Jérusalem en 1800, devenue colonie de la Couronne en 1813, la possession britannique sur l'archipel est confirmée par le traité de Paris en 1814.
Elle a servi de base à la Flotte méditerranéenne britannique jusqu'à la Seconde Guerre mondiale, où le quartier général de cette flotte a été relogé en Égypte face aux craintes sur la vulnérabilité de Malte face à l'Italie. Semblant vulnérable face aux attaques italiennes, Malte reste pourtant sous contrôle anglais tout au long de la guerre, et sert de base à l'invasion alliée de l'Italie en 1943.
Malte gagne son indépendance en 1964.